# Convention de Chuanbi
La Convention de Chuanbi (anglais : Convention of Chuanbi ou Convention of Chuenpeh, chinois : 鼻草约 ; pinyin : chuānbí cǎoyuē ou parfois 川鼻草约, chuānbí cǎoyuē), est un des traités inégaux signé entre la Chine impériale de la dynastie Qing, représenté par Qishan et l'Empire britannique, représenté par le ministre plénipotentiaire Charles Elliot, en 1841, pendant la première guerre de l'opium juste après la seconde bataille de Chuanbi. Elle n'aura finalement pas été ratifiée en raison de la désapprobation des gouvernements des deux Empires. Les deux signataires seront renvoyés de leur postes par leurs gouvernements respectifs.

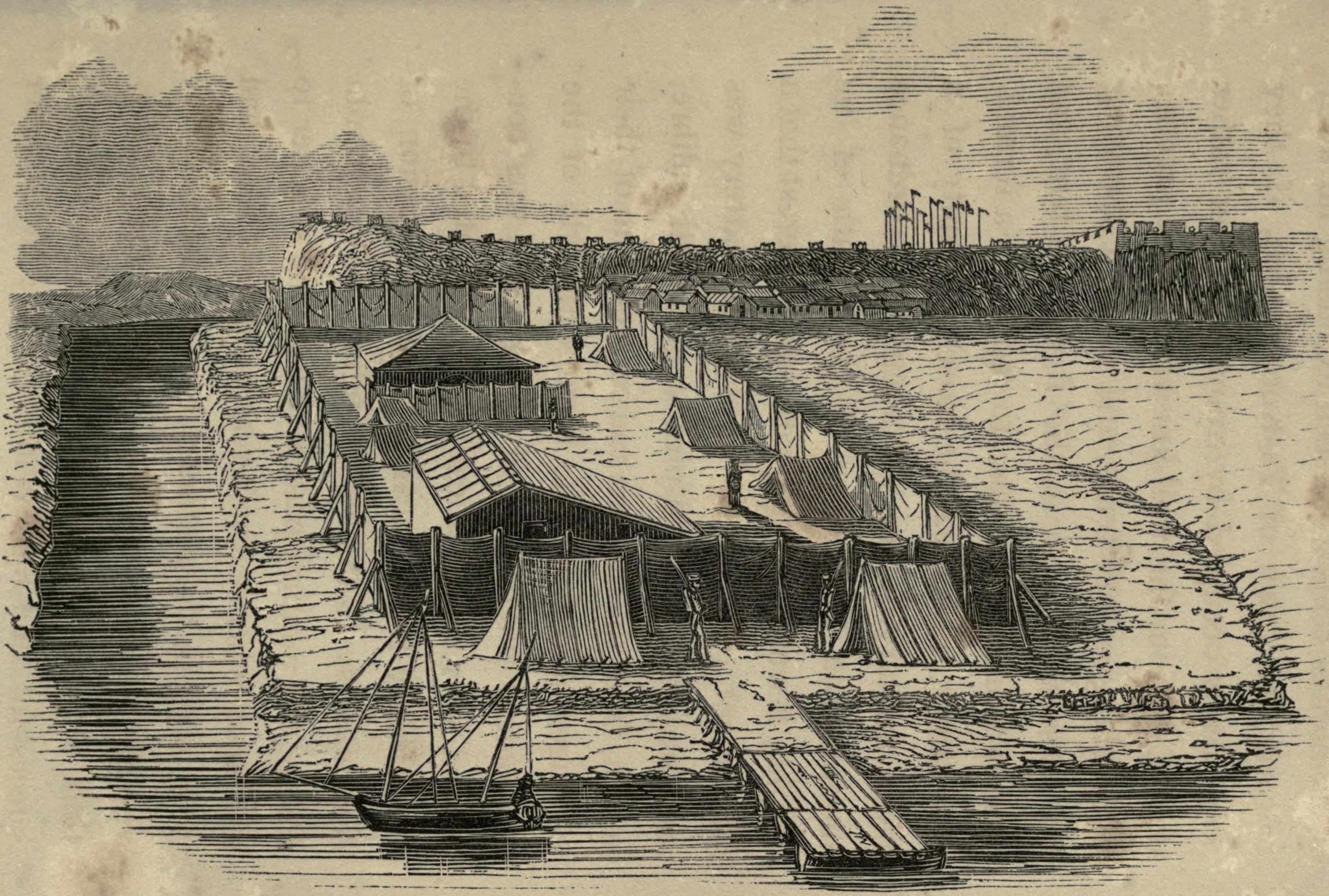
Campement de Toong Koo, dans l'actuelle Hong Kong où la rencontre a lieu

## Termes de la convention
Le 20 janvier, Elliot diffuse une circulaire annonçant « La conclusion d'arrangements préliminaires » entre Qishan et lui-même impliquant les conditions suivantes :

« # La cession de l'île et du port de Hong Kong à la couronne britannique. Toutes les charges et taxes justes à l'empire [de Chine] lorsque le commerce y adviendra, devront être payées comme si l'échange avait été conduit à Whampoa (en).
1. Une indemnité au gouvernement britannique de six millions de dollars, un million payable en une fois, et le reste en payements annuels égaux se terminant en 1846.
2. Échanges commerciaux officiels directs entre les pays sur un pied d'égalité.
3. Les échanges du port de Canton doivent s'ouvrir dans les dix jours suivant le Nouvel An chinois, et doivent se dérouler à Whampoa jusqu'à ce que davantage d'aménagements soient mis en œuvre dans la nouvelle colonie. »

## Pages de la convention

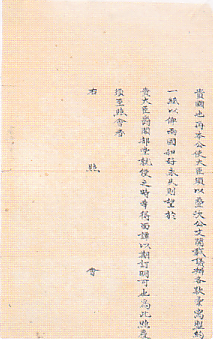
Page 2 de la convention
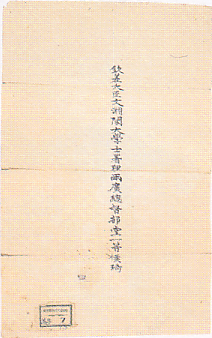
Page 3
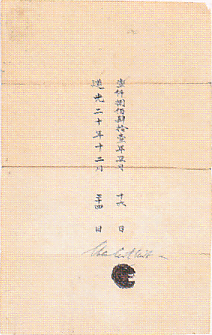
Page 4, signée par Charles Elliot